# Reimund Dietzen
Reimund Dietzen (Tréveris, 29 de mayo de 1959) fue un ciclista alemán, profesional entre los años 1982 y 1989, durante los cuales logró 27 victorias.
Perteneciente al equipo Teka durante casi toda su carrera profesional, Dietzen brilló fundamentalmente en la Vuelta a España, de la cual fue 2.º en 1987 y 1988, 3.º en 1984 y 4.º en 1986. Además, ganó también el Ciclocross de Igorre cuando él aún era amateur en 1979 y esa carrera aun siendo profesional no era de máxima categoría.
Se retiró del ciclismo profesional a causa de las lesiones sufridas en una grave caída durante la disputa de la Vuelta a España 1989, en el túnel del Cotefablo (Huesca), el cual carecía de la suficiente iluminación. La organización de la Vuelta a España fue condenada a pagar una indemnización.
Tras su retirada como profesional, se convirtió en director deportivo del conjunto Gerolsteiner.

## Palmarés
| 1982 - Trofeo Luis Puig 1983 - Vuelta a Valencia, más 1 etapa - 1 etapa de la Semana Catalana - 1 etapa de la Vuelta a Castilla - 2.º en el Campeonato de Alemania en Ruta 1984 - Campeonato de Alemania en Ruta - 3.º en la Vuelta a España, más 1 etapa - 1 etapa de la Vuelta a Asturias - Campeonato de Alemania de Ciclocrós 1985 - Campeonato de Alemania de Ciclocrós - Vuelta a Cantabria, más 1 etapa | 1986 - Campeonato de Alemania en Ruta - 1 etapa de la Vuelta a España - 1 etapa de la Vuelta a Murcia - 1 etapa de la Vuelta a Aragón - Vuelta a Cantabria, más 1 etapa 1987 - 2.º en la Vuelta a España - Vuelta a La Rioja, más 1 etapa 1988 - 2.º en la Vuelta a España - Vuelta a Castilla y León, más 1 etapa 1989 - Semana Catalana - 1 etapa de la Vuelta a España |

## Resultados en las grandes vueltas

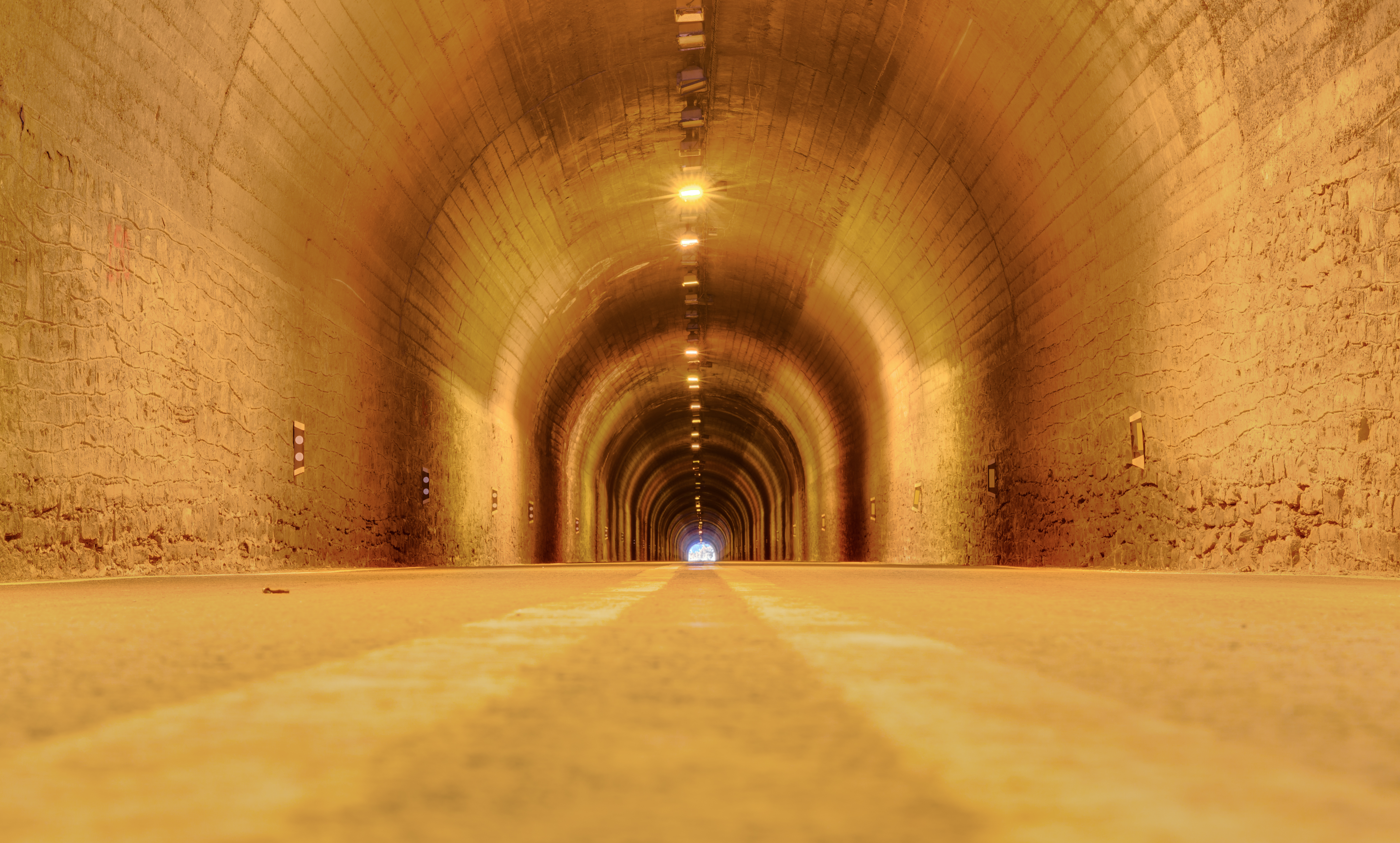
Túnel en el que se produjo el accidente que le retiraría del ciclismo activo.

| Carrera         | Carrera         | 1982 | 1983 | 1984 | 1985 | 1986 | 1987 | 1988 | 1989 | 1990 |
| --------------- | --------------- | ---- | ---- | ---- | ---- | ---- | ---- | ---- | ---- | ---- |
|                 | Giro de Italia  | —    | —    | —    | —    | —    | —    | —    | —    | —    |
|                 | Tour de Francia | Ab.  | —    | 64.º | —    | Ab.  | 90.º | 83.º | —    | —    |
|                 | Vuelta a España | 40.º | Ab.  | 3.º  | 7.º  | 4.º  | 2.º  | 2.º  | Ab.  | —    |
| Mundial en Ruta | Mundial en Ruta | Ab.  | Ab.  | Ab.  | Ab.  | 70.º | Ab.  | Ab.  | —    | —    |

-: no participa

Ab.: abandono

## Equipos
- Puch-Eurotex (1982)
- Teka (1983-1989)